# Los rurales de Texas
Los rurales de Texas es una película del año 1964 dirigida por el italiano Primo Zeglio y producida por Alberto Grimaldi. Pertenece al subgénero del spaghetti western. Este film fue el primer western que dirigió este cineasta.

## Argumento
Un sheriff se ve en la obligación de perseguir a un hombre que acaba de fugarse de la cárcel. El fugitivo, el cual está acusado de asesinato, resulta que es un amigo del sheriff.
- Datos: Q550392